# Cochran County
Cochran County är ett administrativt område i delstaten Texas, USA, med 3 127 invånare (2010). Den administrativa huvudorten (county seat) är Morton. 

## Geografi
Enligt United States Census Bureau så har countyt en total area på 2 007 km². 2 007 km² av den arean är land och 0 km² är vatten. 

### Angränsande countyn
- Bailey County - norr
- Hockley County - öster
- Yoakum County - söder
- Lea County, New Mexico - sydväst
- Roosevelt County, New Mexico - nordväst